# Брюно Пельтьє
Брюно́ Пельтьє́ (фр. Bruno Pelletier, нар. 7 серпня 1962, Шарлебур, Квебек, Канада) — франкоканадський співак та актор, широковідомий своєю роллю поета П'єра Гренгуара в оригінальній версії мюзиклу «Нотр-Дам де Парі».

## Біографія
У дитинстві майбутній співак захоплювався грою на гітарі та барабанах, багато часу приділяв заняттям карате, у результаті здобувши чорний пояс. Шукаючи своє призначення, Брюно 6 разів змінював спеціалізацію під час навчання у коледжі, згодом відкрив власну школу бойових мистецтв, а з 1983 почав виступати в барах рідного міста спочатку як барабанщик, потім — як вокаліст. У 1985 році переїхав в Монреаль та виконував у барах пісні з репертуару відомих хард-рок гуртів, перш ніж створити гурт «Pёll», в якому виступав на музичних конкурсах. «Pёll» став для Пельтьє однією із важливих сходинок у розвитку кар'єри: компанія «Les Disques Artiste» запропонувала молодому співаку контракт на запис першого диску. Відтоді Брюно припиняє виступи в барах і займається відновленням голосу, для якого нічні концерти стали важким випробовуванням.
У році 1991 Пельтьє зіграв роль у мюзиклі «Vue d'en haut» («Вид згори») — а вже в 1992 світ побачив перший сольний диск співака «Bruno Pelletier». Пісню «Petit bonhomme» («Хлопчик») Брюно присвятив своєму новонародженому сину Тьєрі. Відома пісня «Tu pars» («Ти йдеш») займає верхні позиції у квебекських хіт-парадах, — проте диск активно не продавався. Невдовзі Брюно зіграв головну роль у мюзиклі Люка Пламондона та Мішеля Берже «La legende de Jimmy» («Легенда про Джиммі») про тінейджера 50-х років XX століття, котрий важко переживав несподівану загибель свого кумира Джеймса Діна
Зустріч із відомим квебекським поетом Люком Пламондоном стала вирішальною: у 1993 році Брюно запросили на одну з головних ролей у новій версії мюзиклу «Starmania» («Старманія») — і Брюно, вражаючи своїми вокальними здібностями, протягом двох років грав у Франції роль задиркуватого Джонні Рокфора, де його виконання складної арії «S.O.S. d'un terrien en detresse» («SOS землянина у відчаї») визнано еталонним.
Приблизно тоді ж Брюно готує до виходу другий сольний альбом «Defaire l'amour» («Руїна кохання»), який користувався ще більшою популярністю, ніж попередній. Відтоді Пельтьє, як частий гість на різноманітних телевізійних шоу та фестивалях, виконував як і свої пісні, так і композиції інших виконавців. У 1996 році влітку на концерті в Сагені, що транслювався декількома квебекськими телеканалами, Брюно викликав справжній фурор своєрідним виконанням пісні «Miserere»: згодом його третій сольний диск «Miserere» (1997) відмітив новий етап у розвитку кар'єри. А наступна його пісня «Aime» («Кохай»), якою Брюно знов звертається до свого сина — і до всіх дітей взагалі — стала лідером хіт-парадів. Того ж року співака нагороджено премією «Фелікс» на церемонії «Gala de l'ADISQ» як «виконавця року». Відтак Брюно, виконавши роль дрібного злодія Мішеля Бержевена у серіалі «Омерта» за мотивами твору Маріо П'юзо, уперше випробував свої сили як актор.
У 1998 році на запрошення Люка Пламондона Брюно прилітає до Парижа, призупинивши велике турне по країні в підтримку нового альбому: у новому мюзиклі «Нотр-Дам де Парі» йому запропонували роль поета П'єра Гренгуара. Детально продумавши характер свого персонажа та наділивши його витонченістю та іронією, Пельтьє втілив образ середньовічного філософа-волоцюги, який, спостерігаючи драматичну історію кохання, пристрасті та смерті на фоні занепаду Середньовіччя, не в змозі встояти перед ідеями та віяннями нової епохи. Арія «Le temps des cathedrales» («Часи соборів») у виконанні Брюно стала візитною карткою мюзиклу, який здобув шалену популярність. Паралельно Брюно працює над сольним альбомом «D'autres rives» («Інші береги»), який виходить у 1999 році. У ході турне співак виступає з концертами на престижних сценах Парижа: «l'Olympia» («Олімпія»), «Le Bataclan» («Ле Батаклан»). Якийсь час він знову виконує роль Гренгуара у лондонській постановці мюзиклу «Нотр-Дам де Парі».
У 2001 році Брюно записує «живий» альбом «Sur scéne» («На сцені»), у який ввійшли раніші й новіші композиції; на другому диску видання містяться ще й відео, зроблені в час запису концерту. Безперечно цей останній його альбом користувався великою популярністю.
Прагнучи відновити сили після декількох років плідної, але виснажливої праці, Брюно призупиняє свою роботу. Аж влітку 2002 року співак виходить із відпустки та випускає новий сольний альбом «Un monde à l'envers» («Світ навиворіт»). Кардинально змінивши свій імідж — зачіску та стиль одягу, Брюно продемонстрував і нову манеру виконання пісень. Диск користувався великою популярністю у Квебеку та Франції.
У 2003 році виходить диск «Concert de Noёl» («Різдвяний концерт»), записаний під акомпанемент Монреальського симфонічного оркестру: сюди ввійшли класичні новорічні пісні та відомі композиції гуманістичної спрямованості: «Imagine» («Уявіть»), «Quand Les Hommes Vivront D'amour» («Коли люди житимуть коханням»). Протягом наступних двох років Пельтьє проводить тур на підтримку альбому «Un monde à l'envers», виступає з програмою «Concert de Noёl». Опісля він починає працювати над новим проектом — мюзиклом «Dracula: Entre l'amour et la mort» («Дракула: між коханням та смертю»). Виступаючи як артдиректор, співпродюсер та виконавець головної ролі, Брюно відтворює своє бачення історії графа-вампіра та створює нове трактування образу популярного персонажа. Режисером проекту став канадський режисер українського походження Григорій Гладій. У 2006 році відбулася прем'єра мюзиклу в Монреалі.
У 2007 році Брюно втілює ще один свій творчий проект-експеримент: «Bruno Pelletier et le GrosZorchestre». Оволодівши джазовою технікою виконання пісень, Пельтьє під акомпанемент трьох музикантів-віртуозів: Жюлі Лямонтань, Дейва Уотса та Річарда Ірвіна виконує відомі франкомовні та англомовні пісні у незвичних аранжуваннях. Новий альбом отримав нагороду «Фелікс» у номінації "Найкращий альбом року у номінації «джазова інтерпретація» на церемонії «Gala de l'ADISQ». Концерти за цією програмою з успіхом проходили у «Казино Монреаль», де влітку 2008 року було записано концертний DVD — «Bruno Pelletier et le GrosZorchestre — Live a Montreal». Одночасно співак повертається до ролі Дракули у постановці мюзиклу у Франції.
У лютому 2009 року, відсвяткувавши 25-річчя співочої кар'єри, Брюно випускає новий сольний альбом «Microphonium». У ході турне на підтримку нового альбому співак вперше з концертами побуває восени 2009 року в Росії: 5 та 6 листопада — два концерти у Москві; навесні 2010 року в Україні: 20 травня — у Києві, і 21 травня — в Одесі; та, восени 2010 року: 2 та 3 жовтня знову в Москві.
Восени 2010 року виходить концерт-альбом нової фолк-опери «Les filles de Caleb» («Дочки Калеба») за мотивами творів квебекської письменниці Арлет Кустюр, в якому Брюно виконує роль закоханого хлопця Наполеона, котрий переживає любовне розчарування. Сама прем'єра мюзиклу запланована на квітень 2011 року.
У грудні 2010 року Брюно та інші актори оригінального французького складу мюзиклу «Нотр-Дам де Парі» дають чотири концерти «Notre Dame de Paris Le Concert» у Києві — 8 та 9 грудня; у Москві — 11 грудня та в Санкт-Петербурзі — 12 грудня.
У міжчасі 8 серпня 2010 року Брюно Пельтьє таємно одружується з давньою подругою, танцівницею Мелані Бержерон.

## Благодійна діяльність
2001 року Брюно разом зі своїм другом, квебекським співаком Сильваном Косетом, записує сингл «A travers toi», всі гроші з продаж якого пішли у благодійний фонд «Reves d'enfants» («Мрії дітей»), що надає допомогу хворим дітям.
У січні 2010 року співак організовує благодійний концерт «Ensemble pour Haïti» («Разом для Гаїті») для того, щоб допомогти Гаїті після землетрусу.
Брюно Пельтьє регулярно бере участь у благодійних заходах, спрямованих на боротьбу з раком (наприклад, «Aventure Vélo Santé» («Велопробіг здоров'я») або «24h de vélo» («24 години на велосипедах»)).

## Фан-рух Брюно Пельтьє в Україні та країнах СНД
Перші прихильники творчості Брюно Пельтьє у країнах СНД з'являються невдовзі після виходу відео мюзиклу «Нотр-Дам де Парі». На початку 2000-х років на російських сайтах, присвячених французькій музиці, з'являються перші теми, присвячені обговоренню творчості співака. Прихильники Пельтьє, здебільшого жінки, називають себе brun'етками (розповсюджений варіант написання — брюнетки, використовується здебільшого у франкофонних колах). За декілька років кількість прихильників творчості співака непохитно зростає, і в грудні 2007 року було відкрито російський форум, присвячений співаку, що об'єднав зацікавлених з Росії, України, Білорусі та інших країн. Ця подія позначила новий етап у житті прихильників Брюно. Влітку 2008 року учасниками форуму було підготовано подарунок для співака на день народження, який, незважаючи на певні труднощі, було доставлено до адресата.
У листопаді 2009 року відбулися концерти Брюно Пельтьє у Москві, особливі тим, що зовнішня реклама була відсутня, і глядачевий зал було заповнено прихильниками з різних країн. Для того, щоб сповістити про концерти, ентузіасти рекламували подію власними силами у соціальних мережах та різноманітних інтернет-ресурсах, роздавали флаєри на вулицях рідних міст. Як подарунок, прихильники підготували для співака унікальний набір дерев'яних шахів, фігури яких ілюстрували персонажів мюзиклів «Нотр-Дам де Парі» та «Дракула».
Після аншлагу на концертах у Москві така ж доля очікувала на концерти у Києві та Одесі. Брюно подарували вишиванку ручної роботи та кований ціпок, який можна використовувати як реквізит у мюзиклі «Дракула». Великим досягненням став аншлаг у концертному залі палацу «Україна»
Під час концертного туру «Notre Dame de Paris Le Concert» прихильники Брюно Пельтьє підготували декілька великих флешмобів, в яких була задіяна глядацька зала, та зробили подарунки всім акторам проекту — ювелірні кулони, виготовлені за унікальними ескізами, що символізують кожного з персонажів.